# Marcy (Aisne)
|  | Per a altres significats, vegeu «Marcy-sous-Marle». |

Marcy és un municipi francès al departament de l'Aisne, dels Alts de França. Forma part de la Communauté d'agglomération de Saint-Quentin.

## Administració
Des de 2001, l'alcalde és Elie Boutroy.

## Demografia
- 1962: 192 habitants.
- 1975: 179 habitants.
- 1990: 178 habitants.
- 1999: 184 habitants.
- 2007: 165 habitants.
- 2008: 162 habitants.[1]